# Ghiacciaio Goetel
Il ghiacciaio Goetel è un ghiacciaio situato sull'Isola di re Giorgio, nelle Isole Shetland Meridionali, a nord del termine della Penisola Antartica. Il ghiacciaio si trova in particolare nella parte occidentale della costa meridionale dell'isola, dove scorre verso sud fino a entrare nell'insenatura di Martel, nella parte nord-orientale della baia dell'Ammiragliato, tra lo sperone Ullmann, a ovest, e i picchi Precious, a est.

## Storia
Il ghiacciaio Goetel è stato mappato durante la spedizione francese in Antartide svoltasi dal 1908 al 1910 al comando di Jean-Baptiste Charcot, ed è stato così battezzato dai partecipanti a una spedizione polacca di ricerca antartica svoltasi nel 1980, in onore di Walery Goetel, noto geologo e paleontologo polacco.